# Beyond the Frontier
Beyond The Frontier – drugi studyjny, pierwszy koncepcyjny longplay progresywno/artrockowego zespołu HellHaven, wydany w grudniu 2012 roku. Album w swojej warstwie tekstowej stawia odbiorcy pytanie odnośnie do granic, przeciwności losu, które są nieodłącznym elementem istnienia człowieka. Stara się przedstawić swoją wizję ludzkiej niemocy oraz sposobów na pokonywanie potencjalnie niezdobytych celów. Charakteryzuje się dużą różnorodnością muzyczną oraz tekstową.

## Charakterystyka albumu
W warstwie muzycznej płyta jest pewnego rodzaju rockowym tworem łączącym elementy opery rockowej, rocka progresywnego, art rocka z elementami post rocka, oraz heavy metalu.
Koncept album składa się z 8, na pierwszy rzut oka luźno połączonych ze sobą utworów. Klamrą spinającą całe wydawnictwo jest dwuczęściowy utwór instrumentalny „Beyond The Frontier”, który za pomocą wmontowanych w muzykę przemów Johna F. Kennedy’ego oraz Charliego Chaplina (z filmu Dyktator) dyskretnie zmusza słuchacza do rozważań na temat ludzkich słabości, przekraczania granic, krytyki pewnych idei, jak i walki z własnym sobą. Cała płyta bogata jest w dużą ilość środków przekazu, poczynając od zróżnicowanych technik wokalnych, po rozbudowane partie instrumentalne, charakterystyczne dla muzyki art oraz progresywno rockowej. Każdy z utworów przedstawia różne historie oraz idee, starając się urealistycznić główny wątek, przeplatający się przez wszystkie kompozycje. Teksty utworów oparte są na rozważaniach personalnych, interpretacjach tekstów filozoficznych (utwór „About Reading and Writing”), próbach ekspresji własnych idei oraz utopijnego poszukiwania szczęścia doskonałego.
Utwór „Beyond The Frontier Part Two”, stanowiący zakończenie płyty, kończy się tematem muzycznym, który jednocześnie ją rozpoczyna, zapętlając cały krążek. Zabieg ten ma stworzyć wrażenie braku możliwości postawienia puenty odnośnie do głównego zagadnienia postawionego przed słuchaczem. Dzięki temu autor pozostawił odbiorcy przestrzeń dla stworzenia własnej, obiektywnej opinii.

## Płyta w mediach
Płyta „Beyond The Frontier” została dostrzeżona oraz zaprezentowana na antenie wielu polskich i zagranicznych rozgłośni radiowych. Album został pozytywnie zrecenzowany na łamach takich muzycznych magazynów, jak Teraz Rock, Magazyn Gitarzysta, Estrada i Studio oraz licznych polskich i zagranicznych portali muzycznych.

## Lista utworów
1. „Beyond The Frontier Part One” (Jakub Węgrzyn) – 5:25
2. „Hesitation” (Jakub Węgrzyn, Sebastian Najder) – 9:04
3. „Traum of Mr Twain Part One” (Jakub Węgrzyn) – 5:44
4. „Traum of Mr Twain Part Two” (Jakub Węgrzyn, Dawid Mika) – 7:12
5. „About Reading and Writing” (Jakub Węgrzyn) – 6:40
6. „Perikarion” (Jakub Węgrzyn, Sebastian Najder) – 7:36
7. „Paper Swan” (Dawid Mika, Jakub Węgrzyn) – 7:15
8. „Beyond The Frontier Part Two” (Jakub Węgrzyn, Sebastian Najder) – 4:00

## Skład

### Zespół
- Sebastian Najder – śpiew
- Jakub Węgrzyn – gitara elektryczna, instrumenty klawiszowe, śpiew
- Maciej Dunin-Borkowski – gitara elektryczna
- Marcin Jaśkowiec – gitara basowa
- Konrad Wójtowicz – perkusja

### Gościnnie
- Kacper Szpyrka – skrzypce w utworze „Perikarion"
- Agnieszka Reiner – skrzypce w utworze „Perikarion"